# Cycliostephanus goldi
Cycliostephanus goldi är en rundmaskart. Cycliostephanus goldi ingår i släktet Cycliostephanus, och familjen Strongylidae. Arten är reproducerande i Sverige.